# منتخب جورجيا لكأس ديفيز
منتخب جورجيا لكأس ديفيز هو ممثل جورجيا الرسمي في كرة المضرب في كأس ديفيز.